# Diphyus akaashii
Diphyus akaashii är en stekelart som först beskrevs av Tohru Uchida 1955.  Diphyus akaashii ingår i släktet Diphyus och familjen brokparasitsteklar. Inga underarter finns listade i Catalogue of Life.